# William Hemsley

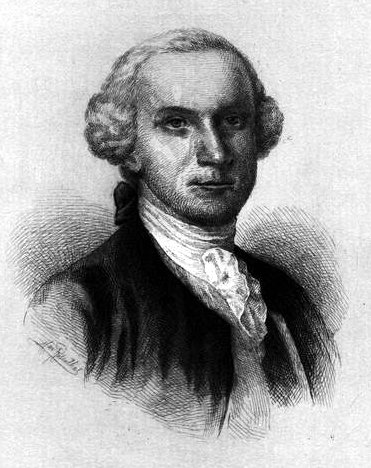
William Hemsley

William Hemsley (* 23. Januar 1737 im Queen Anne’s County, Province of Maryland; † 5. Juni 1812 ebenda) war ein US-amerikanischer Politiker. In den Jahren 1782 und 1783 war er Delegierter für Maryland im Kontinentalkongress.

## Werdegang
William Hemsley wurde auf der Clover Fields Farm seiner Eltern nahe Queenstown geboren. Später sollte er selbst diese Farm übernehmen und bewirtschaften. Außerdem schlug er eine politische Laufbahn ein. In den 1770er Jahren schloss er sich der Revolutionsbewegung an. Er bekleidete einige lokale Ämter in seiner Heimat und nahm als Oberst der Miliz zeitweise am Unabhängigkeitskrieg teil. Im Jahr 1777 war er auch Friedensrichter im Queen Anne’s County und von 1779 bis 1781 saß er im Senat von Maryland, dem er in den Jahren 1786, 1790, und 1800 erneut angehörte. In den Jahren 1782 und 1783 vertrat er Maryland im Kontinentalkongress. 1788 war er auch Mitglied der Versammlung, die die Verfassung der Vereinigten Staaten für Maryland ratifizierte. Neben diesen Tätigkeiten war er weiterhin mit der Bewirtschaftung seiner Farm befasst. Dort ist er am 5. Juni 1812 auch verstorben.